# The North Face
The North Face, Inc. es una empresa estadounidense especializada en vestuario, lana, calzado y equipo para montañistas, escaladores, esquiadores, excursionistas, atletas de resistencia y para uso diario. 

## Historia
The North Face se creó en 1966, en San Francisco, California, cuando Douglas Tompkins y Dick "Hap" Klopp crearon un equipo de tienda que con el tiempo adquirió su denominación actual. Se eligió ese nombre ya que, en el montañismo en el hemisferio norte, la cara norte de una montaña es la más fría y la que tiene las condiciones climatológicas más duras, sobre todo en invierno, por lo que es la más difícil de escalar. En 1980, se añadió la ropa para esquiar a la línea de productos, y, finalmente, también el material de acampada. The North Face es ahora una subsidiaria y propiedad completa de la VF Corporation. 
Su sede se encuentra en Alameda, California, cerca de su hermano corporativo, JanSport. Juntos, JanSport y The North Face fabrican cerca de la mitad de todas las pequeñas mochilas que se venden en Estados Unidos. [cita requerida]
El logotipo The North Face consiste en un cuarto de círculo con dos líneas curvadas dentro de ella, con forma de jota mayúscula invertida. Esta imagen es una interpretación de la famosa formación rocosa Half Dome, en el parque nacional de Yosemite. Al lado del símbolo, aparecen las palabras THE NORTH FACE, en grandes letras mayúsculas.[cita requerida]

## Productos
La gama de productos The North Face incluye prendas de vestir, calzado, mochilas, carpas y sacos de dormir.

## Polémica: publicidad encubierta en Wikipedia
En mayo de 2019, la compañía de ropa The North Face reveló que había contratado a la agencia de marketing Leo Burnett Tailor Made para reemplazar algunas imágenes de destinos turísticos al aire libre publicadas en Wikipedia por imágenes de los mismos destinos que contenían ropa de la compañía con su nombre y logotipo visibles, llevando así su publicidad encubierta a la cima de los resultados de Google. Después de conocerse el hecho, las fotos fueron revertidas por el equipo de administradores de Wikipedia. La Fundación Wikimedia condenó la acción, declarando en un comunicado de prensa que «cuando The North Face se aprovecha de la confianza que has depositado en Wikipedia para venderte más ropa, debes enfadarte. Agregar contenido con fines exclusivamente comerciales va directamente contra las políticas, el propósito y la misión de Wikipedia».